# Nikołaj Żukowski
Nikołaj Jegorowicz Żukowski (ros. Николай Егорович Жуковский, ur. 5 stycznia?/17 stycznia 1847 w Oriechowie w guberni włodzimierskiej, zm. 17 marca 1921 w Moskwie) – rosyjski naukowiec, ojciec współczesnej aerodynamiki i hydrodynamiki. Żukowski był pierwszym badaczem, który podjął profesjonalne studia nad przepływem powietrza, jakie umożliwiły opracowanie pierwszych prototypów samolotów.

## Życiorys
Urodził się 17 stycznia (5 stycznia według kalendarza juliańskiego) 1847 we wsi Oriechowo w guberni włodzimierskiej (obecnie obwód włodzimierski) w rodzinie inżyniera. W 1868 ukończył studia na Wydziale Matematyczno-Fizycznym Uniwersytetu Moskiewskiego, po czym bezskutecznie starał się studiować komunikację w Petersburgu. Powrócił do Moskwy, gdzie poświęcił się pisaniu pracy doktorskiej, nauczaniu w gimnazjum dla dziewcząt oraz w Cesarskim Moskiewskim Kolegium Technicznym, gdzie stworzył Zakład Mechaniki i laboratorium aerodynamiczne. Wyszkolił wielu znanych projektantów samolotów i silników lotniczych. Wśród jego uczniów byli: Jānis Akermanis, Aleksandr Archangielski, Nikołaj Delone, Leonid Lejbenzon, Aleksandr Mikulin, Boris Steczkin.
Dzieła Żukowskiego w przedmiocie aerodynamiki stanowiły główne źródło pomysłów wykorzystywanych przy prowadzeniu badań naukowych w obszarze lotnictwa. Wnikliwie studiował dynamikę lotu ptaków potrafiąc przewidzieć teoretyczną liczbę możliwych tras. W 1904 roku odkrył prawo odpowiedzialne za siłę nośną skrzydła samolotu. Zidentyfikował i opisał ponadto główne części skrzydeł i łopat śmigła samolotu, rozwinął teorię wiru śmigła oraz sformułował podstawowe założenia teoretyczne (zasada Kutty-Żukowskiego, funkcja Żukowskiego).
Dzięki osobistemu zaangażowaniu Żukowskiego 1 grudnia 1918 powstał pierwszy na świecie instytut aerodynamiczny – Centralny Aerohydrodynamiczny Instytut w Moskwie (Центральный аэрогидродинамический институт).
Od 1905 roku pełnił funkcję prezesa Moskiewskiego Towarzystwa Matematycznego. Zmarł 17 marca 1921 roku w Moskwie i został pochowany na Cmentarzu Dońskim.
Na jego cześć nazwano miasto Żukowskij.

## Fotogaleria

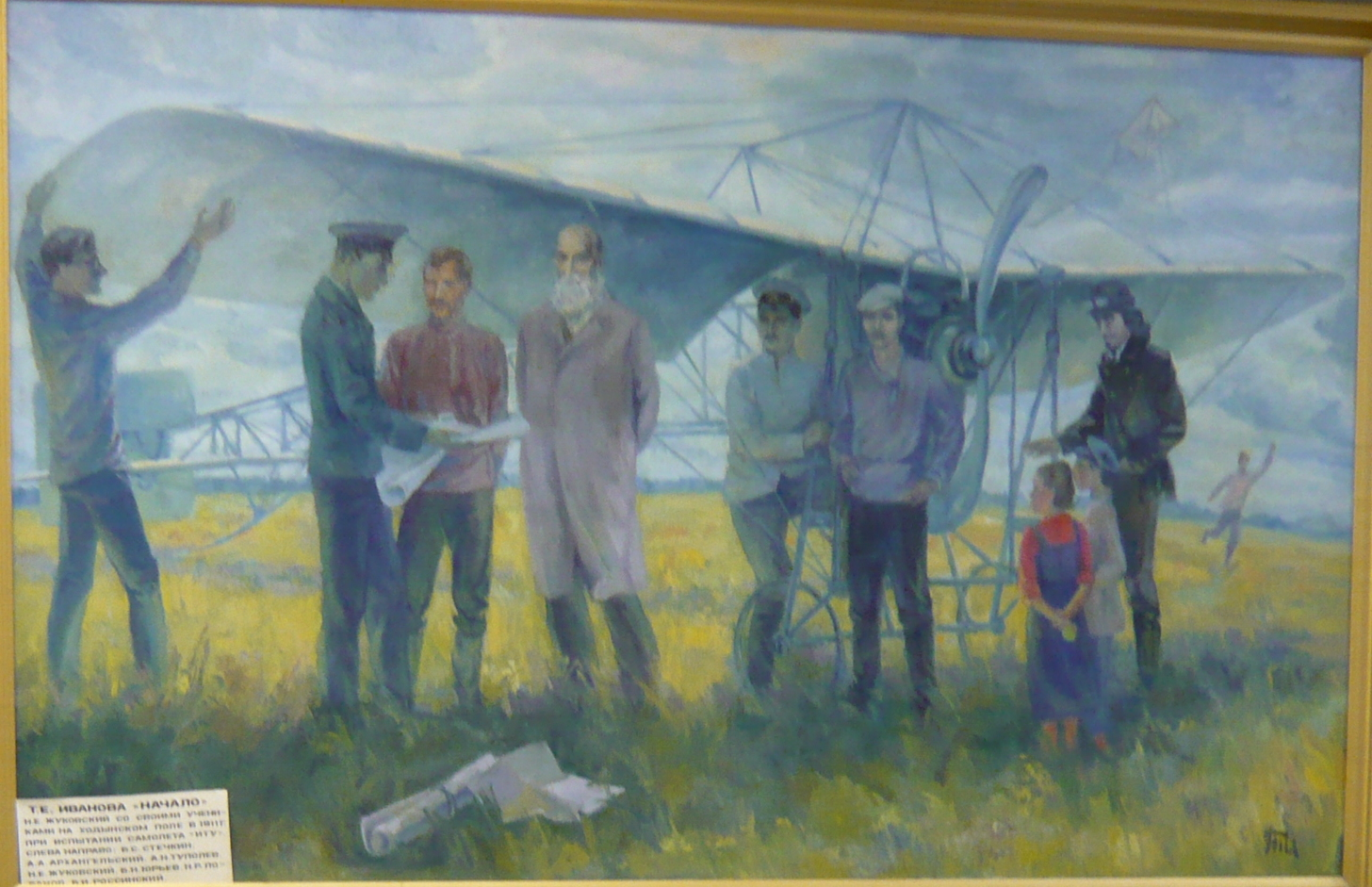
Obraz Tatiany Iwanowej przedstawiający Żukowskiego ze swoimi uczniami
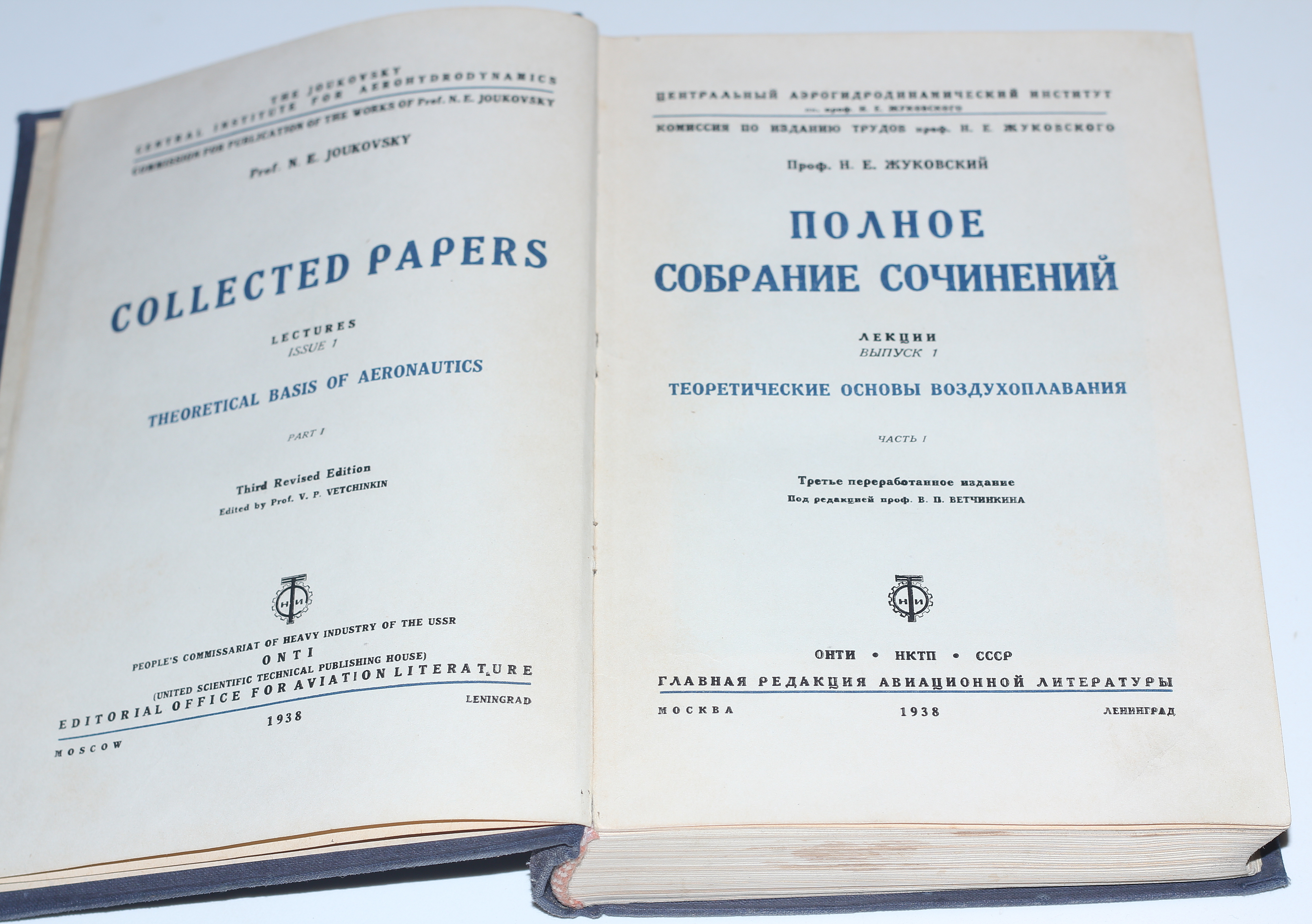
Zbiór dzieł Żukowskiego
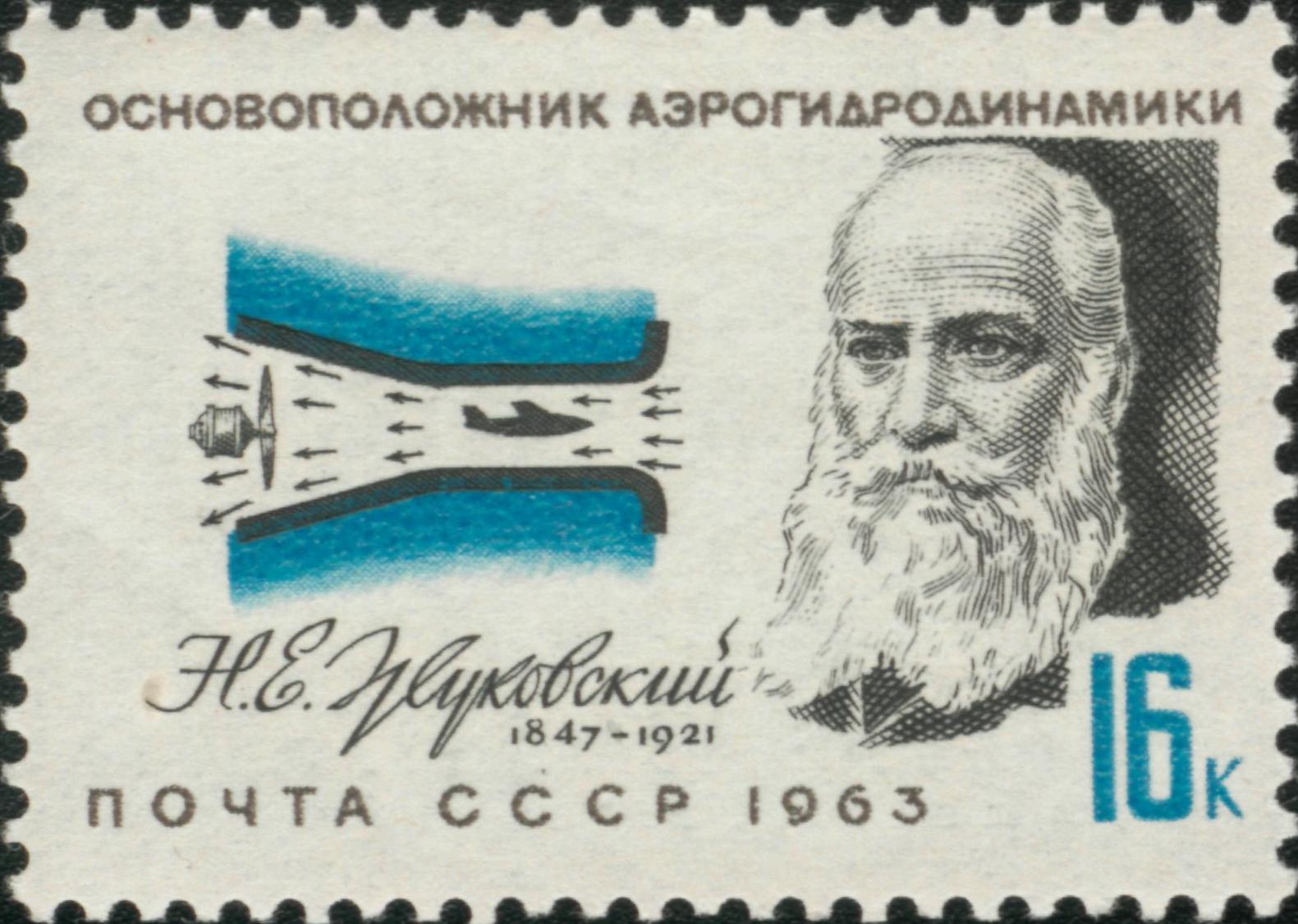
Znaczek Poczty ZSRR z 1963 roku upamiętniający Żukowskiego
Profil lotniczy autorstwa Żukowskiego